# ВК Хонвед
ВК Хонвед (мађ. Budapesti Honvéd SE) је мађарски ватерполо клуб из Будимпеште. Тренутно се такмичи у Првој лиги Мађарске.
Основан је 1950. као ватерполо секција у оквиру истоименог спортског друштва. Боје клуба су црвена и бела. Хонвед је освојио шест титула у националном првенству, док је два пута био вицепрвак, а такође је освојио и осам трофеја Купа Мађарске. Хонвед је 2004. освојио Евролигу победивши у финалу херцегновски Јадран са 7:6, док је још три пута био финалиста најјачег европског такмичења. Такође је 2004. као победник Евролиге играо и Суперкуп Европе, који је освојио победивши са 10:9 Барселону.

## Успеси

### Национални
- Прва лига Мађарске:

Првак (6): 2001, 2002, 2003, 2004, 2005, 2006.
Друго место (2): 1967, 2007.
- Куп Мађарске:

Освајач (8): 1953, 1954, 1958, 1959, 1979, 1999, 2006, 2010.
Финалиста (10): 1955, 1957, 1960, 1961, 1964, 1965, 1966, 1982, 2007, 2011.

### Међународни
- Лига шампиона (Куп шампиона/Евролига):

Освајач (1): 2004.
Финалиста (3): 2002, 2003, 2005.
- Суперкуп Европе:

Освајач (1): 2004.

## Име
Клуб се зависно од спонзора звао:
- 1950–1990: Хонвед
- 1998–2000: Хонвед Спартакус
- 2000–2001: Хонвед Домино
- 2001–2007: Домино-БХСЕ
- 2007–2010: Домино-Хонвед
- 2010–: Групама Хонвед